# Ibiza Classics (tournée)
Ibiza Classics est l'une des tournées du disc jockey Pete Tong avec Jules Buckley et le Heritage Orchestra. La tournée 2024 a été annoncée le 6 décembre 2023 pour la promotion de leurs albums : Pete Tong + Friends: Ibiza Classics (2021), Chilled Classics (2019), Ibiza Classics (2017) et Classic House (2016). La tournée débute le 30 Novembre 2016 à la Utilita Arena Birmingham (Royaume-Uni).
Le concert dure approximativement deux heures pendant lesquels l'orchestre interprète les titres des différents albums. La musique d'ouverture étant, jusqu'à ce jour, Right Here, Right Now , composé par le célèbre Fatboy Slim, arrangé pour la tournée par Jules Buckley et interprété par le Heritage Orchestra.

## Contexte
En 2015, après un succès avec leur première apparition à l'antenne à l'ocassion des BBC Proms, avec le Radio 1 Ibiza Prom au Royal Albert Hall de Londres, un engouement se créa autour de cette évènement donnant ainsi naissance, l'année d'après, à la tournée Ibiza Classics,.

## Dates
| Date              | Villes              | Lieu                             |
| Royaume-Uni       | Royaume-Uni         | Royaume-Uni                      |
| ----------------- | ------------------- | -------------------------------- |
| 30 Novembre 2016  | Birmingham          | Utilita Arena Birmingham         |
| 01 Décembre 2016  | Londres             | O2 Arena                         |
| 02 Décembre 2016  | Londres             | O2 Arena                         |
| 12 Décembre 2017  | Leeds               | First Direct Arena               |
| 13 Décembre 2017  | Glasgow             | OVO Hydro                        |
| 14 Décembre 2017  | Manchester          | Manchester Arena                 |
| 15 Décembre 2017  | Londres             | O2 Arena                         |
| 16 Décembre 2017  | Londres             | O2 Arena                         |
| 19 Juillet 2018   | Lytham St Annes     | Lytham Festival                  |
| 20 Juillet 2018   | Scarborough         | Scarborough Open Air Theatre     |
| 21 Juillet 2018   | Grantham            | Château de Belvoir               |
| 28 Juillet 2018   | Cardiff             | Château de Cardiff               |
| 22 Novembre 2018  | Newcastle upon Tyne | Newcastle Arena                  |
| 24 Novembre 2018  | Dublin              | 3Arena                           |
| 25 Novembre 2018  | Belfast             | SSE Arena                        |
| 27 Novembre 2018  | Glasgow             | OVO Hydro                        |
| 28 Novembre 2018  | Birmingham          | Utilita Arena Birmingham         |
| 29 Novembre 2018  | Manchester          | Manchester Arena                 |
| 30 Novembre 2018  | Londres             | O2 Arena                         |
| 01 Décembre 2018  | Londres             | O2 Arena                         |
| 26 Juillet 2019   | Durham              | Seat Unique Riverside            |
| 27 Juillet 2019   | Swansea             | Singleton Park                   |
| 31 Juillet 2019   | Esher               | Hippodrome de Sandown Park       |
| 2 Août 2019       | Newmarket           | Hippodrome de Newmarket          |
| 04 Décembre 2019  | Bournemouth         | Bournemouth International Centre |
| 05 Décembre 2019  | Nottingham          | Motorpoint Arena Nottingham      |
| 06 Décembre 2019  | Leeds               | First Direct Arena               |
| 07 Décembre 2019  | Manchester          | Manchester Arena                 |
| 08 Décembre 2019  | Glasgow             | OVO Hydro                        |
| 10 Décembre 2019  | Cardiff             | Cardiff International Arena      |
| 11 Décembre 2019  | Birmingham          | Utilita Arena Birmingham         |
| 13 Décembre 2019  | Londres             | O2 Arena                         |
| 14 Décembre 2019  | Londres             | O2 Arena                         |
| 26 Novembre 2021  | Nottingham          | Motorpoint Arena Nottingham      |
| 27 Novembre 2021  | Manchester          | Manchester Arena                 |
| 30 Novembre 2021  | Bournemouth         | Bournemouth International Centre |
| 01 Décembre 2021  | Brighton            | Brighton Centre                  |
| 02 Décembre 2021  | Birmingham          | Utilita Arena Birmingham         |
| 03 Décembre 2021  | Londres             | O2 Arena                         |
| 04 Décembre 2021  | Londres             | O2 Arena                         |
| 17 Juin 2022      | Bude                | The Wyldes                       |
| 24 Juin 2022      | Northampton         | Franklin's Gardens               |
| 25 Juin 2022      | Newcastle upon Tyne | Hippodrome de Newcastle          |
| 26 Juin 2022      | Halifax             | Piece Hall                       |
| 08 Juillet 2022   | Cardiff             | Château de Cardiff               |
| 09 Juillet 2022   | Henley-on-Thames    | Henley Festival                  |
| 12 Août 2022      | Newmarket           | Hippodrome de Newmarket          |
| 13 Août 2022      | Colwyn Bay          | Eirias Stadium                   |
| 23 Novembre 2022  | Cardiff             | Cardiff International Arena      |
| 24 Novembre 2022  | Brighton            | Brighton Centre                  |
| 25 Novembre 2022  | Nottingham          | Motorpoint Arena Nottingham      |
| 26 Novembre 2022  | Manchester          | Manchester Arena                 |
| 30 Novembre 2022  | Glasgow             | OVO Hydro                        |
| 01 Décembre 2022  | Birmingham          | Utilita Arena Birmingham         |
| 02 Décembre 2022  | Londres             | O2 Arena                         |
| 03 Décembre 2022  | Londres             | O2 Arena                         |
| 16 Juin 2023      | Liverpool           | Hippodrome de Aintree            |
| 17 Juin 2023      | Woodstock           | Palais de Blenheim               |
| 18 juin 2023      | Leeds               | Commanderie de Temple Newsam     |
| 18 Août 2023      | Norwich             | Earlam Park                      |
| 19 Août 2023      | Scarborough         | Scarborough Open Air Theatre     |
| 28 Août 2023      | Exeter              | Château de Powderham             |
| 23 Novembre 2023  | Glasgow             | OVO Hydro                        |
| 24 Novembre 2023  | Manchester          | Manchester Arena                 |
| 25 Novembre 2023  | Nottingham          | Motorpoint Arena Nottingham      |
| 28 Novembre 2023  | Cardiff             | Cardiff International Arena      |
| 29 Novembre 2023  | Brighton            | Brighton Centre                  |
| 30 Novembre 2023  | Birmingham          | Utilita Arena Birmingham         |
| 01 Décembre 2023  | Londres             | O2 Arena                         |
| 02 Décembre 2023  | Londres             | O2 Arena                         |
| Espagne           |                     |                                  |
| 05 Août 2017      | Ibiza               | Destino Ibiza                    |
| Australie         |                     |                                  |
| 01 Novembre 2017  | Sydney              | Qudos Bank Arena                 |
| 03 Novembre 2017  | Melbourne           | Sidney Myer Music Bowl           |
| États-Unis        |                     |                                  |
| 09 Novembre 2017  | Los Angeles         | Hollywood Bowl                   |
| Malte             |                     |                                  |
| 28 Septembre 2021 | Il-Furjana          | The Granaries                    |

### Concerts annulés
| Dates        | Villes       | Pays        | Raisons               |
| ------------ | ------------ | ----------- | --------------------- |
| 11 Juin 2020 | Île de Wight | Royaume-Uni | Pandémie de Covid-19, |